# سفارة النرويج في أوغندا
سفارة النرويج في أوغندا هي أرفع تمثيل دبلوماسي لدولة النرويج لدى أوغندا. تقع السفارة في كامبالا وهي تهدف لتعزيز المصالح النرويجية في أوغندا.

## وصلات خارجية
- قائمة سفارات النرويج
- قائمة السفارات في أوغندا